# Mévouillon
Mévouillon település Franciaországban, Drôme megyében. Lakosainak száma 239 fő (2022. január 1.). Mévouillon Villefranche-le-Château, Aulan, Barret-de-Lioure, Montauban-sur-l’Ouvèze, Montbrun-les-Bains, Rioms, La Rochette-du-Buis és Vers-sur-Méouge községekkel határos.

## Népesség
A település népességének változása:
| Lakosok száma | 283  | 233  | 206  | 211  | 232  | 246  | 238  | 235  | 233  | 239  |
|               | 1968 | 1982 | 1990 | 2006 | 2013 | 2015 | 2017 | 2019 | 2020 | 2022 |